# Liga dos Campeões da UEFA de 2000–01
A Liga dos Campeões da UEFA de 2000–01 foi a 46ª edição do principal torneio de clubes de futebol da Europa, e a nona edição desde que foi renomeado para Liga dos Campeões da UEFA.

## Fases de qualificação

### Primeira fase de qualificação
| Equipe 1                | Total   | Equipe 2         | 1.º jogo | 2.º jogo   |
| ----------------------- | ------- | ---------------- | -------- | ---------- |
| F91 Dudelange           | 0-6     | Levski Sofia     | 0-4      | 0-2        |
| Haka                    | (fc)2-2 | Linfield         | 1-0      | 1-2        |
| KÍ Klaksvík             | 0-5     | Estrela Vermelha | 0-3      | 0-2        |
| Total Network Solutions | 2-6     | Levadia Tallinn  | 2-2      | 0-4        |
| Shirak                  | 2-3     | BATE Borisov     | 1-1      | 1-2        |
| Skonto                  | 3-5     | Shamkir          | 2-1      | 1-4(pror.) |
| Sloga Jugomagnat        | 1-2     | Shelbourne       | 0-1      | 1-1        |
| Tirana                  | 4-6     | Zimbru Chişinău  | 2-3      | 2-3        |
| Kaunas                  | 4-3     | Brotnjo          | 4-0      | 0-3        |

### Segunda fase de qualificação
| Equipe 1         | Total | Equipe 2             | 1.º jogo | 2.º jogo   |
| ---------------- | ----- | -------------------- | -------- | ---------- |
| Anderlecht       | 4-2   | Anorthosis Famagusta | 4-2      | 0-0        |
| Beşiktaş         | 2-1   | Levski Sofia         | 1-0      | 1-1        |
| Brøndby          | 3-1   | KR Reykjavík         | 3-1      | 0-0        |
| Dinamo Bucureşti | 4-7   | Polónia Varsóvia     | 3-4      | 1-3        |
| Rangers          | 4-1   | FBK Kaunas           | 4-1      | 0-0        |
| Haka             | 0-1   | Inter Bratislava     | 0-0      | 0-1(pror.) |
| Helsingborg      | 3-0   | BATE                 | 0-0      | 3-0        |
| Estrela Vermelha | 4-2   | Torpedo Kutaisi      | 4-0      | 0-2        |
| Shakhtar Donetsk | 9-2   | Levadia              | 4-1      | 5-1        |
| Slavia Praga     | 5-1   | Shamkir              | 1-0      | 4-1        |
| Shelbourne       | 2-4   | Rosenborg            | 1-3      | 1-1        |
| Sturm Graz       | 5-1   | Hapoel Tel Aviv      | 3-0      | 2-1        |
| Zimbru Chişinău  | 2-1   | Maribor              | 2-0      | 0-1        |
| Hajduk Split     | 2-4   | Dunaferr             | 0-2      | 2-2        |

### Terceira fase de qualificação
| Equipe 1         | Total   | Equipe 2         | 1.º jogo | 2.º jogo   |
| ---------------- | ------- | ---------------- | -------- | ---------- |
| Tirol Innsbruck  | 1-4     | Valencia         | 0-0      | 1-4        |
| Zimbru Chişinău  | 0-2     | Sparta Praga     | 0-1      | 0-1        |
| Brøndby          | 0-2     | Hamburgo         | 0-2      | 0-0        |
| Helsingborg      | 1-0     | Internazionale   | 1-0      | 0-0        |
| Beşiktaş         | 6-1     | Lokomotiv Moscou | 3-0      | 3-1        |
| Inter Bratislava | 2-4     | Lyon             | 1-2      | 1-2        |
| Anderlecht       | 1-0     | Porto            | 1-0      | 0-0        |
| Herfølge         | 0-6     | Rangers          | 0-3      | 0-3        |
| Dínamo de Kiev   | (fc)1-1 | Estrela Vermelha | 0-0      | 1-1        |
| Polónia Varsóvia | 3-4     | Panathinaikos    | 2-2      | 1-2        |
| Leeds United     | 3-1     | 1860 Munich      | 2-1      | 1-0        |
| Sturm Graz       | 3-2     | Feyenoord        | 2-1      | 1-1        |
| Dunaferr         | 3-4     | Rosenborg        | 2-2      | 1-2        |
| St. Gallen       | 3-4     | Galatasaray      | 1-2      | 2-2        |
| Milan            | 6-1     | Dínamo Zagreb    | 3-1      | 3-0        |
| Shakhtar Donetsk | 2-1     | Slavia Praga     | 0-1      | 2-0(pror.) |

## Primeira fase de grupos
Os dezesseis vencedores da terceira fase de qualificação, os dez campeões dos países nas colocações 1-10 do coeficiente da UEFA, e os seis vice-colocados dos países nas colocações 1-6 foram divididos em oito grupos de quatro equipes.  Os dois primeiros de cada grupo avançaram para segunda fase de grupos, e os terceiros colocados de cada grupo avançaram para terceira fase da Taça UEFA.
| Legenda                                                 |
| ------------------------------------------------------- |
| Equipes que progrediram para segunda fase de grupos     |
| Equipes que progrediram para terceira fase da Taça UEFA |
| Equipes que foram eliminadas das competições europeias  |

### Grupo A
| Equipe           | J | V | E | D | GP | GC | SG  | Pts |
| ---------------- | - | - | - | - | -- | -- | --- | --- |
| Real Madrid      | 6 | 4 | 1 | 1 | 15 | 8  | +7  | 13  |
| Spartak Moskva   | 6 | 4 | 0 | 2 | 9  | 3  | +6  | 12  |
| Bayer Leverkusen | 6 | 2 | 1 | 3 | 9  | 12 | -3  | 7   |
| Sporting CP      | 6 | 0 | 2 | 4 | 5  | 15 | -10 | 2   |

| 12 de setembro de 2000 | Spartak Moskva           | 2 – 0    | Bayer Leverkusen | Luzhniki Stadium, Moscovo |
|                        | Titov 51' · Bezrodny 87' | (Report) |                  | Árbitro: Paul Durkin      |

| 12 de setembro de 2000 | Sporting CP                   | 2 – 2    | Real Madrid                              | Estádio José Alvalade, Lisboa |
|                        | Sá Pinto 39' · André Cruz 42' | (Report) | Roberto Carlos 50' · Rui Jorge 75' (o.g) | Árbitro: Alfredo Trentalange  |

| 20 de setembro de 2000 | Bayer Leverkusen                         | 3 – 2    | Sporting CP                   | BayArena, Leverkusen      |
|                        | Ramelow 65' · Brdarić 73' · Neuville 77' | (Report) | André Cruz 12' · Sá Pinto 78' | Árbitro: Knud Erik Fisker |

| 20 de setembro de 2000 | Real Madrid       | 1 – 0    | Spartak Moskva | Estádio Santiago Bernabéu, Madrid |
|                        | Iván Helguera 51' | (Report) |                | Árbitro: Leslie Irvine            |

| 27 de setembro de 2000 | Bayer Leverkusen            | 2 – 3    | Real Madrid                       | BayArena, Leverkusen       |
|                        | Schneider 27' · Ballack 44' | (Report) | Roberto Carlos 32' 75' · Guti 69' | Árbitro: Karl-Erik Nilsson |

| 27 de setembro de 2000 | Spartak Moskva              | 3 – 1    | Sporting CP  | Luzhniki Stadium, Moscovo |
|                        | Robson 44' · Marcão 68' 82' | (Report) | Sá Pinto 24' | Árbitro: Alain Hamer      |

| 17 de outubro de 2000 | Real Madrid                                                 | 5 – 3    | Bayer Leverkusen                     | Estádio Santiago Bernabéu, Madrid |
|                       | Guti 4' 64' · Iván Helguera 24' · Raúl 75' · Figo 87' ((P)) | (Report) | Brdarić 20' · Kirsten 55' · Rink 77' | Árbitro: Domenico Messina         |

| 17 de outubro de 2000 | Sporting CP | 0 – 3    | Spartak Moskva                  | Estádio José Alvalade, Lisboa |
|                       |             | (Report) | Dimas 16' (o.g) · Titov 52' 68' | Árbitro: Graham Barber        |

| 25 de outubro de 2000 | Bayer Leverkusen | 1 – 0    | Spartak Moskva | BayArena, Leverkusen    |
|                       | Ballack 52'      | (Report) |                | Árbitro: Ryszard Wójcik |

| 25 de outubro de 2000 | Real Madrid                              | 4 – 0    | Sporting CP | Estádio Santiago Bernabéu, Madrid |
|                       | Guti 12' · Sávio 42' · Morientes 62' 70' | (Report) |             | Árbitro: Urs Meier                |

| 7 de novembro de 2000 | Sporting CP | 0 – 0    | Bayer Leverkusen | Estádio José Alvalade, Lisboa |
|                       |             | (Report) |                  | Árbitro: Oğuz Sarvan          |

| 7 de novembro de 2000 | Spartak Moskva    | 1 – 0    | Real Madrid | Luzhniki Stadium, Moscovo |
|                       | Geremi 47' (o.g.) | (Report) |             | Árbitro: Stéphane Bré     |

### Grupo B
| Equipe           | J | V | E | D | GP | GC | SG | Pts |
| ---------------- | - | - | - | - | -- | -- | -- | --- |
| Arsenal          | 6 | 4 | 1 | 1 | 11 | 8  | +3 | 13  |
| Lazio            | 6 | 4 | 1 | 1 | 13 | 4  | +9 | 13  |
| Shakhtar Donetsk | 6 | 2 | 0 | 4 | 10 | 15 | -5 | 6   |
| Sparta Praga     | 6 | 1 | 0 | 5 | 6  | 13 | -7 | 3   |

| 12 de setembro de 2000 | Sparta Praga | 0 – 1    | Arsenal      | Estádio Letná, Praga      |
|                        |              | (Report) | Sylvinho 32' | Árbitro: Gilles Veissière |

| 12 de setembro de 2000 | Shakhtar Donetsk | 0 – 3    | Lazio                                | Shakhtar, Donetsk      |
|                        |                  | (Report) | López 27' · Nedvěd 68' · Inzaghi 78' | Árbitro: Michel Piraux |

| 20 de setembro de 2000 | Arsenal                         | 3 – 2    | Shakhtar Donetsk           | Estádio Highbury, Londres |
|                        | Wiltord 45' (P) · Keown 85' 90' | (Report) | Bakharev 26' · Vorobey 29' | Árbitro: Hartmut Strampe  |

| 20 de setembro de 2000 | Lazio                         | 3 – 0    | Sparta Praga | Estádio Olímpico de Roma, Roma |
|                        | Inzaghi 35' 70' · Simeone 58' | (Report) |              | Árbitro: Kyros Vassaras        |

| 27 de setembro de 2000 | Arsenal           | 2 – 0    | Lazio | Estádio Highbury, Londres   |
|                        | Ljungberg 42' 56' | (Report) |       | Árbitro: José García Aranda |

| 27 de setembro de 2000 | Sparta Praga                           | 3 – 2    | Shakhtar Donetsk        | Estádio Letná, Praga   |
|                        | Rosický 54' · Horňák 73' · Jarošík 82' | (Report) | Zubov 56' · Abramov 83' | Árbitro: Konrad Plautz |

| 17 de outubro de 2000 | Lazio      | 1 – 1    | Arsenal   | Estádio Olímpico de Roma, Roma |
|                       | Nedvěd 24' | (Report) | Pirès 88' | Árbitro: Hellmut Krug          |

| 17 de outubro de 2000 | Shakhtar Donetsk              | 2 – 1    | Sparta Praga | Shakhtar, Donetsk      |
|                       | Gleveckas 35' · Zubov 87' (P) | (Report) | Jarošík 16'  | Árbitro: Atanas Usunov |

| 25 de outubro de 2000 | Arsenal                                       | 4 – 2    | Sparta Praga                 | Estádio Highbury, Londres |
|                       | Parlour 5' · Lauren 7' · Dixon 35' · Kanu 52' | (Report) | Labant 40' (P) · Rosický 90' | Árbitro: Alain Hamer      |

| 25 de outubro de 2000 | Lazio                                       | 5 – 1    | Shakhtar Donetsk | Estádio Olímpico de Roma, Roma |
|                       | López 48' 68' 90' · Favalli 54' · Verón 57' | (Report) | Vorobey 41'      | Árbitro: Alain Sars            |

| 07 de novembro de 2000 | Shakhtar Donetsk                       | 3 – 0    | Arsenal | Shakhtar, Donetsk         |
|                        | Atelkin 34' · Vorobey 57' · Bielik 66' | (Report) |         | Árbitro: Knud Erik Fisker |

| 07de novembro de 2000 | Sparta Praga | 0 – 1    | Lazio         | Estádio Letná, Praga          |
|                       |              | (Report) | Ravanelli 42' | Árbitro: Arturo Daudén Ibáñez |

### Grupo C
| Equipe     | J | V | E | D | GP | GC | SG | Pts |
| ---------- | - | - | - | - | -- | -- | -- | --- |
| Valencia   | 6 | 4 | 1 | 1 | 7  | 4  | +3 | 13  |
| Lyon       | 6 | 3 | 0 | 3 | 8  | 6  | +2 | 9   |
| Olympiacos | 6 | 3 | 0 | 3 | 6  | 5  | +1 | 9   |
| Heerenveen | 6 | 1 | 1 | 4 | 3  | 9  | -6 | 4   |

| 12 de setembro de 2000 | Valencia               | 2 – 1    | Olympiacos     | Mestalla, Valencia    |
|                        | Baraja 36' · Lopez 45' | (Report) | Djordjević 74' | Árbitro: Anders Frisk |

| 12 de setembro de 2000 | Lyon                                                | 3 – 1    | Heerenveen | Gerland, Lyon          |
|                        | Sonny Anderson 2' · Houttuin 9' (o.g.) · Marlet 58' | (Report) | Talan 35'  | Árbitro: Stuart Dougal |

| 20 de setembro de 2000 | Olympiacos                     | 2 – 1    | Lyon    | Spyros Louis, Atenas |
|                        | Ofori-Quaye 19' · Giovanni 34' | (Report) | Foé 88' | Árbitro: Graham Poll |

| 20 de setembro de 2000 | Heerenveen | 0 – 1    | Valencia     | Abe Lenstra Stadion, Heerenveen |
|                        |            | (Report) | González 38' | Árbitro: Valentin Ivanov        |

| 27 de setembro de 2000 | Valencia    | 1 – 0    | Lyon | Mestalla, Valencia       |
|                        | Zahovič 77' | (Report) |      | Árbitro: Stefano Braschi |

| 27 de setembro de 2000 | Olympiacos       | 2 – 0    | Heerenveen | Spyros Louis, Atenas     |
|                        | Giovanni 52' 69' | (Report) |            | Árbitro: Claus Bo Larsen |

| 17 de outubro de 2000 | Lyon       | 1 – 2    | Valencia                 | Gerland, Lyon        |
|                       | Marlet 90' | (Report) | Sánchez 45' · Baraja 86' | Árbitro: Paul Durkin |

| 17 de outubro de 2000 | Heerenveen | 1 – 0    | Olympiacos | Abe Lenstra Stadion, Heerenveen |
|                       | Jensen 83' | (Report) |            | Árbitro: Hartmut Strampe        |

| 25 de outubro de 2000 | Olympiacos         | 1 – 0    | Valencia | Spyros Louis, Atenas         |
|                       | Djordjević 65' (P) | (Report) |          | Árbitro: Alfredo Trentalange |

| 25 de outubro de 2000 | Heerenveen | 0 – 2    | Lyon                        | Abe Lenstra Stadion, Heerenveen |
|                       |            | (Report) | Malbranque 68' · Marlet 78' | Árbitro: Lucílio Batista        |

| 07 de novembro de 2000 | Lyon      | 1 – 0    | Olympiacos | Gerland, Lyon         |
|                        | Laigle 2' | (Report) |            | Árbitro: Günter Benkö |

| 07 de novembro de 2000 | Valencia  | 1 – 1    | Heerenveen | Mestalla, Valencia     |
|                        | Lopez 10' | (Report) | Venema 37' | Árbitro: Michel Piraux |

### Grupo D
| Equipe      | J | V | E | D | GP | GC | SG | Pts |
| ----------- | - | - | - | - | -- | -- | -- | --- |
| Sturm Graz  | 6 | 3 | 1 | 2 | 9  | 12 | -3 | 10  |
| Galatasaray | 6 | 2 | 2 | 2 | 10 | 13 | -3 | 8   |
| Rangers     | 6 | 2 | 2 | 2 | 10 | 7  | +3 | 8   |
| Monaco      | 6 | 2 | 1 | 3 | 13 | 10 | +3 | 7   |

| 1ª rodada   |     |             |
| Galatasaray | 3–2 | Monaco      |
| Rangers     | 5–0 | Sturm Graz  |
| 2ª rodada   |     |             |
| Monaco      | 0–1 | Rangers     |
| Sturm Graz  | 3–0 | Galatasaray |
| 3ª rodada   |     |             |
| Galatasaray | 3–2 | Rangers     |
| Monaco      | 5–0 | Sturm Graz  |
| 4ª rodada   |     |             |
| Rangers     | 0–0 | Galatasaray |
| Sturm Graz  | 2–0 | Monaco      |
| 5ª rodada   |     |             |
| Monaco      | 4–2 | Galatasaray |
| Sturm Graz  | 2–0 | Rangers     |
| 6ª rodada   |     |             |
| Rangers     | 2–2 | Monaco      |
| Galatasaray | 2–2 | Sturm Graz  |

### Grupo E
| Equipe              | J | V | E | D | GP | GC | SG | Pts |
| ------------------- | - | - | - | - | -- | -- | -- | --- |
| Deportivo La Coruña | 6 | 2 | 4 | 0 | 6  | 4  | +2 | 10  |
| Panathinaikos       | 6 | 2 | 2 | 2 | 6  | 5  | +1 | 8   |
| Hamburgo            | 6 | 1 | 3 | 2 | 9  | 9  | 0  | 6   |
| Juventus            | 6 | 1 | 3 | 2 | 9  | 12 | -3 | 6   |

| 1ª rodada           |     |                     |
| Hamburgo            | 4–4 | Juventus            |
| Panathinaikos       | 1–1 | Deportivo La Coruña |
| 2ª rodada           |     |                     |
| Juventus            | 2–1 | Panathinaikos       |
| Deportivo La Coruña | 2–1 | Hamburgo            |
| 3ª rodada           |     |                     |
| Juventus            | 0–0 | Deportivo La Coruña |
| Hamburgo            | 0–1 | Panathinaikos       |
| 4ª rodada           |     |                     |
| Deportivo La Coruña | 1–1 | Juventus            |
| Panathinaikos       | 0–0 | Hamburgo            |
| 5ª rodada           |     |                     |
| Juventus            | 1–3 | Hamburgo            |
| Deportivo La Coruña | 1–0 | Panathinaikos       |
| 6ª rodada           |     |                     |
| Panathinaikos       | 3–1 | Juventus            |
| Hamburgo            | 1–1 | Deportivo La Coruña |

### Grupo F
| Equipe              | J | V | E | D | GP | GC | SG | Pts |
| ------------------- | - | - | - | - | -- | -- | -- | --- |
| Bayern Munich       | 6 | 3 | 2 | 1 | 9  | 4  | +5 | 11  |
| Paris Saint-Germain | 6 | 3 | 1 | 2 | 14 | 9  | +5 | 10  |
| Rosenborg           | 6 | 2 | 1 | 3 | 13 | 15 | -2 | 7   |
| Helsingborg         | 6 | 1 | 2 | 3 | 6  | 14 | -8 | 5   |

| 1ª rodada           |     |                     |
| Rosenborg           | 3–1 | Paris Saint-Germain |
| Helsingborg         | 1–3 | Bayern de Munique   |
| 2ª rodada           |     |                     |
| Paris Saint-Germain | 4–1 | Helsingborg         |
| Bayern de Munique   | 3–1 | Rosenborg           |
| 3ª rodada           |     |                     |
| Paris Saint-Germain | 1–0 | Bayern de Munique   |
| Rosenborg           | 6–1 | Helsingborg         |
| 4ª rodada           |     |                     |
| Bayern de Munique   | 2–0 | Paris Saint-Germain |
| Helsingborg         | 2–0 | Rosenborg           |
| 5ª rodada           |     |                     |
| Paris Saint-Germain | 7–2 | Rosenborg           |
| Bayern de Munique   | 0–0 | Helsingborg         |
| 6ª rodada           |     |                     |
| Helsingborg         | 1–1 | Paris Saint-Germain |
| Rosenborg           | 1–1 | Bayern de Munique   |

### Grupo G
| Equipe            | J | V | E | D | GP | GC | SG | Pts |
| ----------------- | - | - | - | - | -- | -- | -- | --- |
| Anderlecht        | 6 | 4 | 0 | 2 | 11 | 14 | -3 | 12  |
| Manchester United | 6 | 3 | 1 | 2 | 11 | 7  | +4 | 10  |
| PSV               | 6 | 3 | 0 | 3 | 9  | 9  | 0  | 9   |
| Dínamo de Kiev    | 6 | 1 | 1 | 4 | 7  | 8  | -1 | 4   |

| 1ª rodada         |     |                   |
| PSV               | 2–1 | Dínamo de Kiev    |
| Manchester United | 5–1 | Anderlecht        |
| 2ª rodada         |     |                   |
| Dínamo de Kiev    | 0–0 | Manchester United |
| Anderlecht        | 1–0 | PSV               |
| 3ª rodada         |     |                   |
| Dínamo de Kiev    | 4–0 | Anderlecht        |
| PSV               | 3–1 | Manchester United |
| 4ª rodada         |     |                   |
| Anderlecht        | 4–2 | Dínamo de Kiev    |
| Manchester United | 3–1 | PSV               |
| 5ª rodada         |     |                   |
| Dínamo de Kiev    | 0–1 | PSV               |
| Anderlecht        | 2–1 | Manchester United |
| 6ª rodada         |     |                   |
| Manchester United | 1–0 | Dínamo de Kiev    |
| PSV               | 2–3 | Anderlecht        |

### Grupo H
| Equipe       | J | V | E | D | GP | GC | SG  | Pts |
| ------------ | - | - | - | - | -- | -- | --- | --- |
| Milan        | 6 | 3 | 2 | 1 | 12 | 6  | +6  | 11  |
| Leeds United | 6 | 2 | 3 | 1 | 9  | 6  | +3  | 9   |
| Barcelona    | 6 | 2 | 2 | 2 | 13 | 9  | +4  | 8   |
| Beşiktaş     | 6 | 1 | 1 | 4 | 4  | 17 | -13 | 4   |

| 1ª rodada    |     |              |
| Barcelona    | 4–0 | Leeds United |
| Milan        | 4–1 | Beşiktaş     |
| 2ª rodada    |     |              |
| Leeds United | 1–0 | Milan        |
| Beşiktaş     | 3–0 | Barcelona    |
| 3ª rodada    |     |              |
| Leeds United | 6–0 | Beşiktaş     |
| Barcelona    | 0–2 | Milan        |
| 4ª rodada    |     |              |
| Beşiktaş     | 0–0 | Leeds United |
| Milan        | 3–3 | Barcelona    |
| 5ª rodada    |     |              |
| Leeds United | 1–1 | Barcelona    |
| Beşiktaş     | 0–2 | Milan        |
| 6ª rodada    |     |              |
| Milan        | 1–1 | Leeds United |
| Barcelona    | 5–0 | Beşiktaş     |

## Segunda fase de grupos
Os oito vencedores e os oito vice-colocados da primeira fase de grupos foram divididos em quatro grupos de quatro equipes, contendo dois vencedores e dois vice-colocados. Equipes do mesmo país ou do mesmo grupo da fase anterior não poderiam está no mesmo grupo. Os dois primeiros de cada grupo avançaram para as quartas de final.
| Legenda                                       |
| --------------------------------------------- |
| Equipes que progrediram para Quartas de final |
| Equipes eliminadas das competições europeias  |

### Grupo A
| Equipe            | J | V | E | D | GP | GC | SG | Pts |
| ----------------- | - | - | - | - | -- | -- | -- | --- |
| Valencia          | 6 | 3 | 3 | 0 | 10 | 2  | +8 | 12  |
| Manchester United | 6 | 3 | 3 | 0 | 10 | 3  | +7 | 12  |
| Sturm Graz        | 6 | 2 | 0 | 4 | 4  | 13 | -9 | 6   |
| Panathinaikos     | 6 | 0 | 2 | 4 | 4  | 10 | -6 | 2   |

| 1ª rodada         |     |                   |
| Valencia          | 2–0 | Sturm Graz        |
| Manchester United | 3–1 | Panathinaikos     |
| 2ª rodada         |     |                   |
| Panathinaikos     | 0–0 | Valencia          |
| Sturm Graz        | 0–2 | Manchester United |
| 3ª rodada         |     |                   |
| Sturm Graz        | 2–0 | Panathinaikos     |
| Valencia          | 0–0 | Manchester United |
| 4ª rodada         |     |                   |
| Panathinaikos     | 1–2 | Sturm Graz        |
| Manchester United | 1–1 | Valencia          |
| 5ª rodada         |     |                   |
| Sturm Graz        | 0–5 | Valencia          |
| Panathinaikos     | 1–1 | Manchester United |
| 6ª rodada         |     |                   |
| Valencia          | 2–1 | Panathinaikos     |
| Manchester United | 3–0 | Sturm Graz        |

### Grupo B
| Equipe              | J | V | E | D | GP | GC | SG | Pts |
| ------------------- | - | - | - | - | -- | -- | -- | --- |
| Deportivo La Coruña | 6 | 3 | 1 | 2 | 10 | 7  | +3 | 10  |
| Galatasaray         | 6 | 3 | 1 | 2 | 6  | 6  | 0  | 10  |
| Milan               | 6 | 1 | 4 | 1 | 6  | 7  | -1 | 7   |
| Paris Saint-Germain | 6 | 1 | 2 | 3 | 8  | 10 | -2 | 5   |

| 1ª rodada           |     |                     |
| Milan               | 2–2 | Galatasaray         |
| Paris Saint-Germain | 1–3 | Deportivo La Coruña |
| 2ª rodada           |     |                     |
| Deportivo La Coruña | 0–1 | Milan               |
| Galatasaray         | 1–0 | Paris Saint-Germain |
| 3ª rodada           |     |                     |
| Galatasaray         | 1–0 | Deportivo La Coruña |
| Milan               | 1–1 | Paris Saint-Germain |
| 4ª rodada           |     |                     |
| Deportivo La Coruña | 2–0 | Galatasaray         |
| Paris Saint-Germain | 1–1 | Milan               |
| 5ª rodada           |     |                     |
| Galatasaray         | 2–0 | Milan               |
| Deportivo La Coruña | 4–3 | Paris Saint-Germain |
| 6ª rodada           |     |                     |
| Milan               | 1–1 | Deportivo La Coruña |
| Paris Saint-Germain | 2–0 | Galatasaray         |

### Grupo C
| Equipe         | J | V | E | D | GP | GC | SG | Pts |
| -------------- | - | - | - | - | -- | -- | -- | --- |
| Bayern Munich  | 6 | 4 | 1 | 1 | 8  | 5  | +3 | 13  |
| Arsenal        | 6 | 2 | 2 | 2 | 6  | 8  | -2 | 8   |
| Lyon           | 6 | 2 | 2 | 2 | 8  | 4  | +4 | 8   |
| Spartak Moscou | 6 | 1 | 1 | 4 | 5  | 10 | -5 | 4   |

| 1ª rodada         |     |                   |
| Bayern de Munique | 1–0 | Lyon              |
| Spartak Moscou    | 4–1 | Arsenal           |
| 2ª rodada         |     |                   |
| Arsenal           | 2–2 | Bayern de Munique |
| Lyon              | 3–0 | Spartak Moscou    |
| 3ª rodada         |     |                   |
| Lyon              | 0–1 | Arsenal           |
| Bayern de Munique | 1–0 | Spartak Moscou    |
| 4ª rodada         |     |                   |
| Arsenal           | 1–1 | Lyon              |
| Spartak Moscou    | 0–3 | Bayern de Munique |
| 5ª rodada         |     |                   |
| Lyon              | 3–0 | Bayern de Munique |
| Arsenal           | 1–0 | Spartak Moscou    |
| 6ª rodada         |     |                   |
| Bayern de Munique | 1–0 | Arsenal           |
| Spartak Moscou    | 1–1 | Lyon              |

### Grupo D
| Equipe       | J | V | E | D | GP | GC | SG | Pts |
| ------------ | - | - | - | - | -- | -- | -- | --- |
| Real Madrid  | 6 | 4 | 1 | 1 | 14 | 9  | +5 | 13  |
| Leeds United | 6 | 3 | 1 | 2 | 12 | 10 | +2 | 10  |
| Anderlecht   | 6 | 2 | 0 | 4 | 7  | 12 | -5 | 6   |
| Lazio        | 6 | 1 | 2 | 3 | 9  | 11 | -2 | 5   |

| 1ª rodada    |     |              |
| Leeds United | 0–2 | Real Madrid  |
| Anderlecht   | 1–0 | Lazio        |
| 2ª rodada    |     |              |
| Lazio        | 0–1 | Leeds United |
| Real Madrid  | 4–1 | Anderlecht   |
| 3ª rodada    |     |              |
| Real Madrid  | 3–2 | Lazio        |
| Leeds United | 2–1 | Anderlecht   |
| 4ª rodada    |     |              |
| Lazio        | 2–2 | Real Madrid  |
| Anderlecht   | 1–4 | Leeds United |
| 5ª rodada    |     |              |
| Real Madrid  | 3–2 | Leeds United |
| Lazio        | 2–1 | Anderlecht   |
| 6ª rodada    |     |              |
| Leeds United | 3–3 | Lazio        |
| Anderlecht   | 2–0 | Real Madrid  |

## Fase final

### Esquema
|  | Quartas de final    | Quartas de final  | Quartas de final | Quartas de final |   |              | Semifinal | Semifinal | Semifinal | Semifinal |  |  | Final                 | Final |
|  |                     |                   |                  |                  |   |              |           |           |           |           |  |  |                       |       |
|  | Galatasaray         | 3                 | 0                | 3                |   |              |           |           |           |           |  |  |                       |       |
|  | Real Madrid         | 2                 | 3                | 5                |   |              |           |           |           |           |  |  |                       |       |
|  | Real Madrid         | 2                 | 3                | 5                |   | Real Madrid  | 0         | 1         | 1         |           |  |  |                       |       |
|  |                     |                   |                  |                  |   | Real Madrid  | 0         | 1         | 1         |           |  |  |                       |       |
|  |                     | Bayern de Munique | 1                | 2                | 3 |              |           |           |           |           |  |  |                       |       |
|  | Manchester United   | Bayern de Munique | 1                | 2                | 3 | 0            | 1         | 1         |           |           |  |  |                       |       |
|  | Manchester United   |                   |                  |                  |   | 0            | 1         | 1         |           |           |  |  |                       |       |
|  | Bayern Munich       | 1                 | 2                | 3                |   |              |           |           |           |           |  |  |                       |       |
|  |                     |                   |                  |                  |   |              |           |           |           |           |  |  | Bayern de Munique (p) | 1 (5) |
|  |                     |                   | Valencia         | 1 (4)            |   |              |           |           |           |           |  |  |                       |       |
|  | Leeds United        | 3                 | 0                | 3                |   |              |           |           |           |           |  |  |                       |       |
|  | Deportivo La Coruña | 0                 | 2                | 2                |   |              |           |           |           |           |  |  |                       |       |
|  | Deportivo La Coruña | 0                 | 2                | 2                |   | Leeds United | 0         | 0         | 0         |           |  |  |                       |       |
|  |                     |                   |                  |                  |   | Leeds United | 0         | 0         | 0         |           |  |  |                       |       |
|  |                     | Valencia          | 0                | 3                | 3 |              |           |           |           |           |  |  |                       |       |
|  | Arsenal             | Valencia          | 0                | 3                | 3 | 2            | 0         | 2         |           |           |  |  |                       |       |
|  | Arsenal             |                   |                  |                  |   | 2            | 0         | 2         |           |           |  |  |                       |       |
|  | Valencia (fc)       | 1                 | 1                | 2                |   |              |           |           |           |           |  |  |                       |       |

### Quartas de final
| Equipe 1          | Total   | Equipe 2            | 1.º jogo | 2.º jogo |
| ----------------- | ------- | ------------------- | -------- | -------- |
| Leeds United      | 3-2     | Deportivo La Coruña | 3-0      | 0-2      |
| Arsenal           | 2-2(fc) | Valencia            | 2-1      | 0-1      |
| Galatasaray       | 3-5     | Real Madrid         | 3-2      | 0-3      |
| Manchester United | 1-3     | Bayern de Munique   | 0-1      | 1-2      |

#### Primeira fase
Todos os horários da Europa Ocidental (UTC+1)
| 3 de abril de 2001 | Galatasaray                                  | 3 – 2 | Real Madrid                 | Estádio Ali Sami Yen, Istambul |
| 20:45              | Ümit 48' (pen.) · Hasan Şaş 65' · Jardel 75' |       | Helguera 33' · Makélélé 43' | Árbitro: Pierluigi Collina     |

| 3 de abril de 2001 | Manchester United | 0 – 1 | Bayern de Munique | Old Trafford, Manchester |
| 20:45              |                   |       | Paulo Sérgio 86'  | Árbitro: Anders Frisk    |

| 4 de abril de 2001 | Leeds United                          | 3 – 0 | Deportivo La Coruña | Elland Road, Leeds |
| 20:45              | Harte 26' · Smith 51' · Ferdinand 66' |       |                     | Árbitro: Dick Jol  |

| 17 de abril de 2001 | Arsenal                 | 2 – 1 | Valencia  | Highbury, Londres    |
| 20:45               | Henry 58' · Parlour 60' |       | Ayala 41' | Árbitro: Markus Merk |

#### Segunda rodada
Todos os horários da Europa Ocidental (UTC+1)
| 17 de abril de 2001 | Deportivo La Coruña               | 2 – 0 | Leeds United | Riazor, Corunha          |
| 20:45               | Djalminha 9' (pen.) · Tristán 73' |       |              | Árbitro: Stefano Braschi |

| 17 de abril de 2001 | Valencia  | 1 – 0 | Arsenal | Estadio de Mestalla, Valência |
| 20:45               | Carew 76' |       |         | Árbitro: Kim Milton Nielsen   |

| 18 de abril de 2001 | Real Madrid                 | 3 – 0 | Galatasaray | Estádio Santiago Bernabéu, Madrid |
| 20:45               | Raúl 15' 37' · Helguera 28' |       |             | Árbitro: Anders Frisk             |

| 18 de abril de 2001 | Bayern de Munique     | 2 – 1 | Manchester United | Olímpico, Munique                           |
| 20:45               | Élber 5' · Scholl 39' |       | Giggs 49'         | Público: 60,000 Árbitro: Vitor Melo Pereira |

### Semifinal
| Equipe 1     | Total | Equipe 2          | 1.º jogo | 2.º jogo |
| ------------ | ----- | ----------------- | -------- | -------- |
| Leeds United | 0-3   | Valencia          | 0-0      | 0-3      |
| Real Madrid  | 1-3   | Bayern de Munique | 0-1      | 1-2      |

#### Primeira rodada
Todos os horários da Europa Ocidental (UTC+1)
| 1 de maio de 2001 | Real Madrid | 0 – 1 | Bayern de Munique | Estádio Santiago Bernabeu, Madrid |
| 20:45             |             |       | Élber 54'         | Árbitro: Pierluigi Collina        |

| 2 de maio de 2001 | Leeds United | 0 – 0 | Valencia | Elland Road, Leeds   |
| 21:45             |              |       |          | Árbitro: Markus Merk |

#### Segunda rodada
Todos os horários da Europa Ocidental (UTC+1)
| 8 de maio de 2001 | Valencia                       | 3 – 0 | Leeds United | Estadio de Mestalla, Valência |
| 20:45             | Sánchez 16' 47' · Mendieta 52' |       |              | Árbitro: Urs Meier            |

| 9 de maio de 2001 | Bayern de Munique       | 2 – 1 | Real Madrid | Olímpico, Munique                           |
| 20:45             | Élber 8' · Jeremies 34' |       | Figo 18'    | Público: 60,000 Árbitro: Kim Milton Nielsen |

### Final
| 23 de maio de 2001 | Bayern de Munique    | 1–1      | Valencia           | San Siro, Milão                   |
|                    | Effenberg 51' (pen.) | (Report) | Mendieta 3' (pen.) | Público: 71,500 Árbitro: Dick Jol |

|                                                                      |       | Penalidades                                                    |  |
| Paulo Sérgio Salihamidžić Zickler Andersson Effenberg Lizarazu Linke | 5 – 4 | Mendieta Carew Zahovič Carboni Baraja Kily González Pellegrino |  |

## Premiação
| Liga dos Campeões da UEFA de 2000–01 |
| Alemanha                             |
| ------------------------------------ |
| Bayern de Munique (4º título)        |